# El martirio de santa Úrsula (Caravaggio)
El martirio de Santa Úrsula es una de las últimas pinturas de Caravaggio, que se conserva en el Palacio Zevallos Stigliano, Nápoles. Fue encargada por Marcantonio Doria, perteneciente a la célebre familia genovesa.
Nuevamente, el estilo de Caravaggio evolucionaba. En el cuadro la santa atraviesa uno de los momentos de mayor intensidad, acción y drama en su martirio, cuando la flecha disparada por el rey de los hunos la hiere en sus senos. Todo esto diferencia especialmente el cuadro de otros, caracterizados por la inmovilidad de sus modelos. La vividez del cuadro abrió una nueva etapa en la carrera del pintor, que ya no pudo desarrollarse debido a su inesperada muerte.